# كرايغ رينولدز (لاعب كرة قاعدة)
كرايغ رينولدز (بالإنجليزية: Craig Reynolds)‏ هو لاعب كرة قاعدة أمريكي، ولد في 27 ديسمبر 1952 في هيوستن في الولايات المتحدة.

## وصلات خارجية
- كرايغ رينولدز على موقع دوري كرة القاعدة الرئيسي (الإنجليزية)
- كرايغ رينولدز على موقعبيزبول رفرنس.كوم (الدوري الرئيسي) (الإنجليزية)
- كرايغ رينولدز على موقعبيزبول رفرنس.كوم (الدوري الثانوي) (الإنجليزية)
- كرايغ رينولدز على موقع إي إس بي إن.كوم (أم.أل.بي) (الإنجليزية)
- كرايغ رينولدز على موقع مشجعي الرسوم البيانية (الإنجليزية)